# Камден (Нью-Джерсі)
Камден (англ. Camden) — місто (англ. city) на східному узбережжі США, адміністративний центр округу Кемден штату Нью-Джерсі. Населення — 71 791 особа (2020).

## Географія
Камден розташований на річці Делавер, на схід Філадельфії за координатами 39°56′12″ пн. ш. 75°6′24″ зх. д. / 39.93667° пн. ш. 75.10667° зх. д. (39.936787, -75.106644). Камден та Філадельфія з'єднані мостом Бенджаміна Франкліна. За даними Бюро перепису населення США в 2010 році місто мало площу 26,78 км², з яких 23,11 км² — суходіл та 3,68 км² — водойми.

### Клімат
| Клімат : Камден | Клімат : Камден | Клімат : Камден | Клімат : Камден | Клімат : Камден | Клімат : Камден | Клімат : Камден | Клімат : Камден | Клімат : Камден | Клімат : Камден | Клімат : Камден | Клімат : Камден | Клімат : Камден | Клімат : Камден |
| Показник | Січ.            | Лют.            | Бер.            | Квіт.           | Трав.           | Черв.           | Лип.            | Серп.           | Вер.            | Жовт.           | Лист.           | Груд.           | Рік             |
| Середній максимум, °C | 5,0             | 7,2             | 12,2            | 18,3            | 23,3            | 27,8            | 30,6            | 29,4            | 25,6            | 19,4            | 13,9            | 7,8             | 18,4            |
| Середній мінімум, °C | −4,4            | −3,3            | 0,6             | 5,6             | 11,1            | 16,1            | 19,4            | 18,3            | 14,4            | 7,8             | 3,3             | −1,7            | 7,3             |
| --- | --------------- | --------------- | --------------- | --------------- | --------------- | --------------- | --------------- | --------------- | --------------- | --------------- | --------------- | --------------- | --------------- |
| Джерело: <Weather.com >Архівована копія. Camden, NJ (08102). Weather.com. 2016. Архів оригіналу за 21 грудня 2016. Процитовано 14 вересня 2016.{{cite web}}: Обслуговування CS1: Сторінки з текстом «archived copy» як значення параметру title (посилання) |                 |                 |                 |                 |                 |                 |                 |                 |                 |                 |                 |                 |                 |

## Демографія
Згідно з переписом 2010 року, у місті мешкали 77 344 особи в 24 475 домогосподарствах у складі 16 918 родин. Було 28358 помешкань
Расовий склад населення:
| - 48,1 % — чорних або афроамериканців - 17,6 % — білих - 2,1 % — азіатів - 0,8 % — корінних американців - 0,1 % — вихідців з тихоокеанських островів - 27,6 % — осіб інших рас |

До двох чи більше рас належало 3,8 %. Частка іспаномовних становила 47,0 % від усіх жителів.
За віковим діапазоном населення розподілялося таким чином: 31,0 % — особи молодші 18 років, 61,4 % — особи у віці 18—64 років, 7,6 % — особи у віці 65 років та старші. Медіана віку мешканця становила 28,5 року. На 100 осіб жіночої статі у місті припадало 94,7 чоловіків;  на 100 жінок у віці від 18 років та старших — 91,0 чоловіків також старших 18 років.
Середній дохід на одне домашнє господарство  становив 37 383 долари США (медіана — 25 042), а середній дохід на одну сім'ю — 40 557 доларів (медіана — 29 911). Медіана доходів становила 32 277 доларів для чоловіків та 28 718 доларів для жінок. За межею бідності перебувало 39,9 % осіб, у тому числі 52,7 % дітей у віці до 18 років та 29,8 % осіб у віці 65 років та старших.
Цивільне працевлаштоване населення становило 24 937 осіб. Основні галузі зайнятості: освіта, охорона здоров'я та соціальна допомога — 30,5 %, роздрібна торгівля — 12,1 %, виробництво — 11,2 %, науковці, спеціалісти, менеджери — 10,6 %.